# Александър Андреев (скулптор)
Вижте пояснителната страница за други личности с името Александър Андреев.
Александър Андреев Берхатлиев е български скулптор.

## Биография
Александър Андреев е роден на 25 февруари 1879 в гр. Ловеч. Завършва скулптура в Рисувателното училище в София през 1903 г. при проф. Жеко Спиридонов. Специализира във Виена, Мюнхен и Берлин.

## Творчество
В огромното си по обем наследство е оставил превъзходни произведения. Родоначалник на социалната тема в пластичното изкуство. Известен е със скулптурите: „Селянин и работници“, „Рудничари“ (1905), „Сиви хора“ (1905), „Робство“ (1907), „Гаменче“ (1908), „Инвалид“ (1919) и др. Сред произведенията на портретната скулптурна пластика на бележити българи впечатляват негови работи като: „Иларион Макариополски“, „Хаджи Димитър“, „Д-р Петър Берон“.
Значителни са постиженията му в монументално-декоративната скулптура.
Заедно с Георги Киселинчев проектира паметника на Иларион Макариополски в София (1924).
Съвместно с архитект Атанас Донков и скулптора Кирил Шиваров разработва и реализира проекта на Паметник на свободата на връх Шипка. Венец на работата е скулптурата на бронзов лъв, отлят от 28 части в леярната на фирма „Арсенал“ (София). Паметникът на свободата е открит на 26 август 1934 г. със слово на ловчанлията генерал Велизар Лазаров, а лентата за отриването е прерязана от цар Борис III. Негови творби се съхраняват в държавни сбирки, както и в галерии във Виена и Берлин.

## Обществена дейност
Александър Андреев реализира и значима обществена дейност. От 1915 до 1937 г. е председател на Дружество „Съвременно изкуство“. Един от инициаторите на изграждане на изложбен салон в София. Ратува за създаване на „Съюз на художниците“, намерение, което се реализира през 1932 г. Оттогава до 1940 г. е два пъти негов председател.
Присъдено му е почетното звание „заслужил художник“ (1954).